# Clearfield (Utah)
Clearfield es una ciudad en el condado de Davis, estado de Utah, Estados Unidos. Según el censo de 2000, la población era de 25.974 habitantes. Se estima que en 2004 era de 27.227 habitantes. La ciudad tuvo un enorme crecimiento en los años 1940, con la creación de la base de las fuerzas aéreas de Hill (Hill Air Force Base), y en los años 1950 con el aumento nacional de los suburbios y las ciudades dormitorio. La ciudad ha estado creciendo desde entonces.

## Geografía
Clearfield se encuentra en las coordenadas 41°6′23″N 112°1′27″O / 41.10639, -112.02417.
Según la oficina del censo de Estados Unidos, la ciudad tiene un área total de 20,1 km². No tiene superficie cubierta de agua.

## Demografía
Según el censo de 2000, había 25.974 habitantes, 7.921 casas y 6.265 familias residían en la ciudad. La densidad de población era 1.294.0 habitantes/km². Había 8.374 unidades de alojamiento con una densidad media de 417,2 unidades/km².
La composición racial de la ciudad era 83,18% blanco, 3,61% afro-estadounidense, 1,61% indio americano, 2,81% asiático, 0,28% de las islas del Pacífico, 4,84% de otras razas y 3,67% de dos o más razas. Los hispanos o latinos de cualquier raza eran el 10,58% de la población.
Había 7.921 casas, de las cuales el 52.2% tenía niños menores de 18 años, el 60,4% eran matrimonios, el 13,9% tenía un cabeza de familia femenino sin marido, y el 20,9% no eran familia. El 16,3% de todas las casas tenían un único residente y el 4,3% tenía sólo residentes mayores de 65 años. El promedio de habitantes por hogar era de 3,12 y el tamaño medio de familia era de 3,51.
El 36,2% de los residentes era menor de 18 años, el 16,0% tenía edades entre los 18 y 24 años, el 30,6% entre los 25 y 44, el 11,4% entre los 45 y 64, y el 5,7% tenía 65 años o más. La media de edad era 24 años. Por cada 100 mujeres había 103,0 hombres. Por cada 100 mujeres de 18 años o más, había 100,8 hombres.
El ingreso medio por casa en la ciudad era de 38.946$, y el ingreso medio para una familia era de 39.902$. Los hombres tenían un ingreso medio de 30.336$ contra 21.407$ de las mujeres. Los ingresos per cápita para la ciudad eran de 13.945$. Aproximadamente el 8,7% de las familias y el 12,2% de la población estaban por debajo del nivel de pobreza, incluyendo el 11,3% de menores de 18 años y el 9,8% de mayores de 65.
- Datos: Q483715
- Multimedia: Clearfield, Utah / Q483715